# Liste der Biografien/Pej
Liste der Biografien |
Portal Biografien |
Personensuche
# |
A |
B |
C |
D |
E |
F |
G |
H |
I |
J |
K |
L |
M |
N |
O |
P |
Q |
R |
S |
T |
U |
V |
W |
X |
Y |
Z |
?
 
Pa |
Pc |
Pe |
Pf |
Ph |
Pi |
Pj |
Pk |
Pl |
Pm |
Pn |
Po |
Pr |
Ps |
Pt |
Pu |
Pv |
Pw |
Py
 
Pea |
Peb |
Pec |
Ped |
Pee |
Pef |
Peg |
Peh |
Pei |
Pej |
Pek |
Pel |
Pem |
Pen |
Peo |
Pep |
Peq |
Per |
Pes |
Pet |
Peu |
Pev |
Pew |
Pex |
Pey |
Pez
Die Liste der Biografien führt alle Personen auf, die in der deutschsprachigen Wikipedia einen Artikel haben. Dieses ist eine Teilliste mit 45 Einträgen von Personen, deren Namen mit den Buchstaben „Pej“ beginnt.

## Pej

### Peja
- Peja (* 1976), polnischer Rapper
- Pejačević, Antun (1749–1802), kroatischer Adliger, Politiker und Militär aus dem Hause Pejačević
- Pejačević, Dora (1885–1923), KomponistinDora Pejačević (1885–1923)

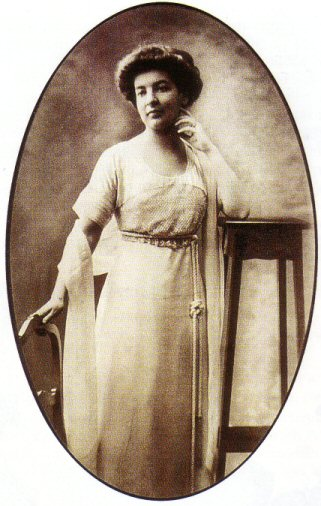
Dora Pejačević (1885–1923)

- Pejačević, Ladislav (1824–1901), kroatischer Adliger, Politiker und Staatsmann
- Pejačević, Petar (1804–1887), kroatischer Politiker, Minister für Kroatien-Slawonien-Dalmatien (1871–1876)
- Pejačević, Teodor (1855–1928), kroatischer Politiker und Staatsmann
- Pejacsevich, Janos Graf (1915–1982), ungarisch-deutscher Jockey und Galoppertrainer
- Pejaković, Branko (1927–2016), serbischer Jazz-Bassist
- Pejaković, Josip (1948–2025), bosnischer Schauspieler, Schriftsteller und Kabarettist
- Pejaković, Zlatko (* 1950), jugoslawischer bzw. kroatischer Sänger
- Pejanović, Dimitrije (* 1974), serbischer Handballtorwart und Handballtrainer
- Pejanović, Mirko (* 1946), bosnischer Politologe und Politiker
- Pejanović-Đurišić, Milica (* 1959), montenegrinische Politikerin
- Pejas, Oswald (1921–2006), deutscher Maler
- Pejazic, Mario (* 2005), österreichischer Fußballspieler

### Pejc
- Pejchal, Aleš (* 1952), tschechischer Jurist und Richter am Europäischen Gerichtshof für Menschenrechte
- Pejchalová, Lada (* 1998), tschechische Hochspringerin
- Pejčić, Ivan (* 1982), serbischer Fußballspieler
- Pejčić, Snježana (* 1982), kroatische Sportschützin
- Pejčinoski, Damjan (* 1984), mazedonischer Gitarrist
- Pejčinović Burić, Marija (* 1963), kroatische Politikerin (HDZ)
- Pejčinović, Dženan (* 2005), deutsch-montenegrinischer Fußballspieler
- Pejčinović, Nemanja (* 1987), serbischer Fußballspieler

### Peji
- Pejić, Aleksa (* 1999), serbischer Fußballspieler
- Pejić, Andreja (* 1991), australisches ModelAndreja Pejić (* 1991)

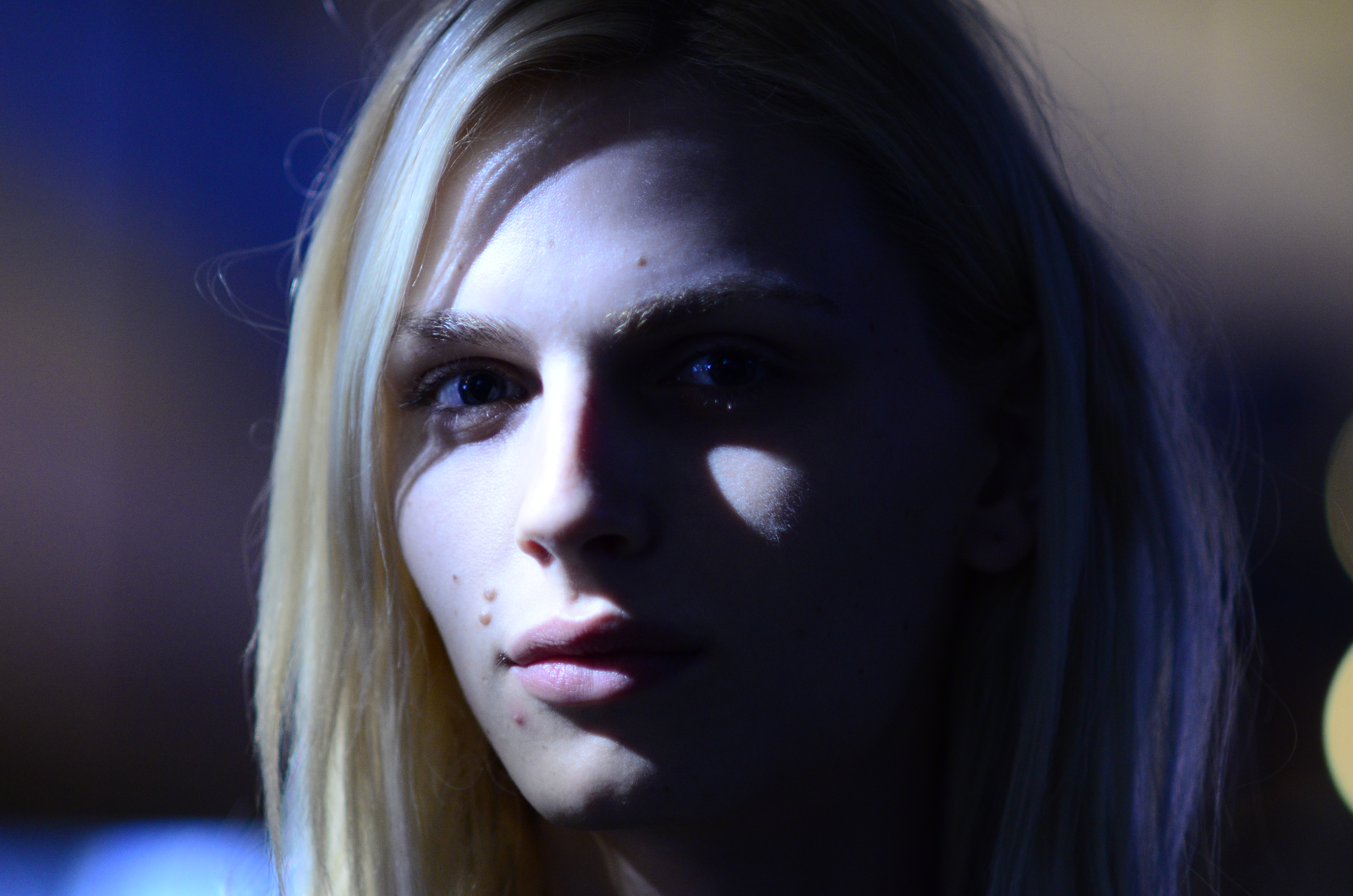
Andreja Pejić (* 1991)

- Pejic, Drazen (* 1978), österreichischer Basketballspieler
- Pejić, Marko (* 1995), kroatischer Fußballspieler
- Pejić, Pavo (* 1984), deutschsprachiger Schriftsteller
- Pejić, Pero (* 1982), kroatischer Fußballspieler
- Pejin, Tihomir (* 1983), kroatischer Fußballschiedsrichter

### Pejk
- Pejkovic, Ariane (* 1986), Schweizer Handballspielerin
- Pejković, Jelena (* 1984), kroatische Fußballschiedsrichterin
- Pejković, Nihad (* 1968), bosnischer Fußballspieler und Trainer

### Pejo
- Pejoe, Morris (1924–1982), US-amerikanischer Blues-Gitarrist und Bandleader
- Pejović, Aco (* 1972), serbischer Sänger
- Pejović, Luka (* 1985), montenegrinischer Fußballspieler
- Pejović, Nikola (* 1998), serbischer Fußballspieler
- Pejović, Slađana (* 1984), montenegrinische Langstreckenläuferin
- Pejović, Vlada (* 1950), jugoslawischer Fußballspieler und -trainer
- Pejović, Zvezdan (* 1966), jugoslawischer bzw. montenegrinischer Fußballspieler

### Pejr
- Pejril, Dirk (* 1969), deutscher Polizeibeamter

### Pejt
- Pejtschinowa, Walentina (* 1977), bulgarische Biathletin
- Pejtschinowitsch, Kiril († 1845), bulgarischer Geistlicher, Schriftsteller und Aufklärer während der Zeit der Bulgarischen Wiedergeburt in Makedonien

### Peju
- Péju, Marcel (1922–2005), französischer Journalist
- Péju, Pierre (* 1946), französischer Autor